# ساینس ادونچر
ساینس ادونچر (ژاپنی: 科学アドベンチャー هپبورن: Kagaku Adobenchā, انگلیسی: Science Adventure) معمولاً کوتاه‌شده به شکل SciADV، یک مجموعه بازی ویدئویی و فرنچایز چندرسانه‌ای است که متشکل از داستان‌های علمی تخیلی تولید شده توسط میجس در ابتدا با همکاری نیتروپلاس و سپس خود به تنهایی می‌باشد. عنوان‌های اصلی مجموعه اغلب به شکل رمان تصویری منتشر می‌شوند.
این مجموعه در حال حاضر شامل شش عنوان اصلی است: اولین آنها رمان تصویری سال ۲۰۰۸ کیاس؛هد می‌باشد؛ پس از آن اشتاینز؛گیت،  روباتیکس؛نوتس، کیاس؛چایلد، اوکولتیک؛ناین، انانیموس؛کد  و نیز عنوان آینده اشتاینز؛؟؟؟ است. این مجموعه همچنین شامل چندین بازی اسپین‌آف بر اساس کیاس؛هد، اشتاینز؛گیت، روباتیکس؛نوتس و کیاس؛چایلد، و نیز اسپین‌آف‌هایی در رسانه‌های دیگر همچون انیمه، مانگا، لایت ناول‌ها، درام‌های شنیداری و نمایش‌های صحنه‌ای می‌باشد. تمام عناوین اصلی به جز انانیموس؛کد اقتباس انیمه‌ای دارند.
عنوان‌های اصلی مجموعه و اسپین‌آف‌های آنها، همه در دنیای خیالی یکسانی روایت می‌شوند؛ با تمرکز بر چندین موضوع علمی خیالی گوناگون. کیاس؛هد و کیاس؛چایلد بر ادراک متمرکزند، اشتاینز؛گیت بر سفر در زمان و علم، روباتیکس؛نوتس بر روبات‌ها و واقعیت افزوده، و انانیموس؛کد بر هک کردن، جهش در زمان و واقعیت شبیه‌سازی شده در میان مفاهیم برگرفته از دیگر رمان‌های فرنچایز متمرکز می‌باشند. بازیکن می‌تواند با انتخاب‌هایی معین بر روند داستان تأثیر بگذارد: در کیاس؛هد و کیاس؛چایلد اینکار با انتخاب توهم‌هایی که قهرمان داستان تجربه می‌کند، انجام می‌شود. در اشتاینز؛گیت و روباتیکس؛نوتس انتخاب‌ها از طریق پیام‌هایی که بازیکن به ترتیب از یک گوشی همراه و یک تبلت درون‌داستانی می‌فرستد، انجام می‌شود. در انانیموس؛کد انتخاب‌ها از طریق هکینگ تریگر (Hacking Trigger) و قابلیت سیو و لود (Save/Load Ability) انجام می‌گردد.
ساینس ادونچر توسط چیومارو شیکورا مؤسس میجس و چیومارو استودیو طرح‌ریزی و خلق شده، توسط تاکشی آبو و زیز استودیو آهنگسازی شده، به نویسندگی چیومارو شیکورا، نائوتاکا هایاشی همراه با نویسندگان دیگر نوشته شده، و طراحی شخصیت توسط هنرمندانی از جمله موتسومی ساساکی، هوکه و تومونوری فوکودا انجام شده است. توسعه‌دهندگان تلاش کردند داستان مجموعه را درون دنیایی واقع‌گرایانه قرار دهند، به این دلیل که شیکورا احساس می‌کرد با اینکار داستان قابل‌ارتباط‌تر و باورپذیرتر می‌شود. این مجموعه از لحاظ تجاری و انتقادی هم در سطح ژاپن و هم در سطح بین‌الملل موفقیت‌آمیز بود و فروش بازی‌ها بسیار فراتر از انتظارات رفت و میجس (سابقاً .5pb) را به عنوان توسعه‌دهندۀ بازی شناخته‌شده‌تر کرد.
این مجموعه در ژاپن توسط میجس و نیتروپلاس، و در سطح بین‌الملل توسط جاست یواس‌ای، پی‌کیوب، میجس و اسپایک چانسافت منتشر می‌شود. رمان‌های تصویری اشتاینز؛گیت، اشتاینز؛گیت ۰، کیاس؛چایلد، اشتاینز؛گیت الیت، اشتاینز؛گیت: لاینیر باوندد فنوگرام، ۸-بیت ADV اشتاینز؛گیت، کیاس؛هد نوح و انانیموس؛کد رسماً به انگلیسی محلی‌سازی شده‌اند.

## عنوان‌های اصلی
| ۲۰۰۸ | کیاس؛هد                     |
| ۲۰۰۹ | کیاس؛هد نوح                 |
| ۲۰۰۹ | اشتاینز؛گیت                 |
| ۲۰۱۰ |                             |
| ۲۰۱۱ |                             |
| ۲۰۱۲ | روباتیکس؛نوتس               |
| ۲۰۱۳ |                             |
| ۲۰۱۴ | روباتیکس؛نوتس الیت          |
| ۲۰۱۴ | اوکولتیک؛ناین (لایت ناول)   |
| ۲۰۱۴ | کیاس؛چایلد                  |
| ۲۰۱۵ | اشتاینز؛گیت ۰               |
| ۲۰۱۶ |                             |
| ۲۰۱۷ | اوکولتیک؛ناین (رمان تصویری) |
| ۲۰۱۸ | اشتاینز؛گیت الیت            |
| ۲۰۱۹ |                             |
| ۲۰۲۰ |                             |
| ۲۰۲۱ |                             |
| ۲۰۲۲ | انانیموس؛کد                 |
| ۲۰۲۳ |                             |
| ۲۰۲۴ |                             |
| ۲۰۲۵ | اشتاینز؛گیت ری‌:بوت          |
| TBA  | اشتاینز؛؟؟؟                 |

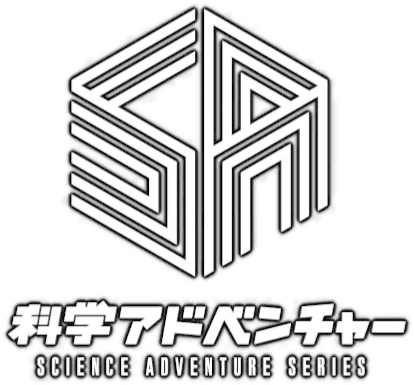
لوگو مجموعۀ ساینس ادونچر

مجموعۀ ساینس ادونچر متشکل از شش عنوان اصلی همراه با عنوان هفتم در حال توسعه است. برخی از بازی‌ها نسخه‌های بروزشده با محتوای اضافه دریافت کرده‌اند. برخی بازی‌ها نیز دارای نسخه‌های گردآوری شده می‌باشند؛ همچون کیاس؛هد دوئال (شامل کیاس؛هد نوح و کیاس؛هد لاو چو چو!) و اشتاینز؛گیت: دایورجنسیز اسورت (شامل اشتاینز؛گیت ۰، اشتاینز؛گیت: دارلینگ آو لاوینگ ووز و اشتاینز؛گیت: لاینیر باوندد فنوگرام)
عنوان‌های اصلی به شرح زیر است:
- کیاس؛هد اولین عنوان اصلی مجموعه است که در اصل به عنوان یک رمان تصویری در ۲۰۰۸ منتشر شد. نسخۀ برش کارگردان این رمان با نام کیاس؛هد نوح در ۲۰۰۹ منتشر گشت. رمان روایتگر داستان تاکومی است؛ فردی اوتاکو و گوشه‌گیر که ناخواسته درگیر زنجیره قتل‌های وحشیانۀ شیبویا، جنون نسل جدید، می‌گردد.

- اشتاینز؛گیت دومین عنوان مجموعه بوده که در اصل به عنوان یک رمان تصویری در ۲۰۰۹ منتشر گشت. یک نسخۀ جدیدتر از رمان با عنوان اشتاینز؛گیت الیت در ۲۰۱۸ به انتشار در آمد. این نسخه از جایگزینی تصاویر رمان اصلی با تصاویر مربوط به اقتباس انیمه تولید شده است. داستان رمان، روایتگر اوکابه است که به‌طور تصادفی سفر در زمان را ابداع می‌کند؛ او و دوستانش با استفاده از آن ایمیل‌هایی به گذشته می‌فرستند و به موجب آن زمان حال را تغییر می‌دهند. یک نسخۀ بازخلق از رمان تصویری اصلی با عنوان اشتاینز؛گیت ری:بوت قرار است همراه با طرح‌های جدید و داستان‌های اضافه در ۲۰۲۵ انتشار یابد.

- روباتیکس؛نوتس سومین عنوان مجموعه می‌باشد که در اصل به عنوان یک رمان تصویری در ۲۰۱۲ منتشر شد. نسخۀ بروز شدۀ این رمان با عنوان روباتیکس؛نوتس الیت در ۲۰۱۴ انتشار یافت. داستان رمان روایتگر کایتو و آکیهو، دو عضو باشگاه روباتیک دبیرستانشان در جزیرۀ تانه‌گاشیما می‌باشند که در تلاش‌‎اند یک روبات غول‌پیکر بسازند؛ در همین حال آنها یک توطئۀ بزرگ را کشف می‌کنند.

- کیاس؛چایلد چهارمین عنوان مجموعه بوده که در اصل به عنوان یک رمان تصویری در ۲۰۱۴ منتشر شده است. این رمان دنبالۀ موضوعی کیاس؛هد است. داستان رمان روایتگر تاکورو، رئیس باشگاه روزنامه‌نگاری دبیرستانش در شیبویا است که در تلاش است حقیقت پشت زنجیره مرگ‌های وحشیانه‌ای که در شیبویا دارد رخ می‌دهد را کشف نماید.

- اوکولتیک؛ناین پنجمین عنوان مجموعه است که برخلاف دیگر عنوان‌های اصلی، در اصل به عنوان یک لایت ناول منتشر شد و در ابتدا قرار بود جدا از ساینس ادونچر باشد. انتشار لایت ناول آن در ۲۰۱۴ آغاز شد اما از آن زمان تاکنون در یک وقفۀ نامعلوم بوده است. اوکولتیک؛ناین به مانگا، انیمه و رمان تصویری اقتباس یافته است که هر کدام داستان‌های اضافۀ مجزای خود را دارند. داستان این عنوان در مورد یوتا است که یک وبلاگ مربوط به علوم خفیه را مدیریت می‌کند.

- انانیموس؛کد ششمین عنوان مجموعه است که به عنوان رمان تصویری در ۲۰۲۲ منتشر شد. داستان رمان روایتگر پولون، یک هکر جوان است که پی می‌برد او یک توانایی اسرارآمیز دارد که به او اجازه می‌دهد "سیو و لود" (Save and Load) کند.

- اشتاینز؛؟؟؟ (نام در معرض تغییر است) قرار است هفتمین عنوان مجموعه باشد. این عنوان دنبالۀ موضوعی اشتاینز؛گیت خواهد بود. میجس ارتباط این دو را به کیاس؛چایلد و کیاس؛هد تشبیه کرده است.

## عناصر مشترک

در بازی‌های اشتاینز؛گیت بازیکن با استفاده از تلفن همراه شخصیت اصلی، بر نتیجۀ داستان تأثیر می‌گذارد.

همۀ عنوان‌های ساینس ادونچر داستان‌هایی در ژانر علمی تخیلی هستند. در این داستان‌ها از مفاهیم و فرضیه‌های علمی واقعی استفاده شده، اما با بکار بردن علوم حاشیه‌ای و افسانه‌های محلی عنصر تخیلی نیز به این داستان‌ها اضافه شده است. کیاس؛هد و کیاس؛چایلد با تمرکز بر افرادی که توانایی تغییر واقعیت را دارند مباحثی همچون ادراک، واقعیت و پادماده را مطرح می‌کنند، در حالی که اشتاینز؛گیت بر روی موضوع سفر در زمان متمرکز می‌شود. روباتیکس؛نوتس در مورد چندین تکنولوژی همچون رباتیک و واقعیت افزوده بحث می‌کند و نیز مفاهیمی از کیاس؛هد و اشتاینز؛گیت را بازگو می‌کند. اوکولتیک؛ناین بر روی فراهنجار متمرکز می‌گردد. انانیموس؛کد تمرکز شدیدی بر تکنولوژی کامپیوتری آینده دارد؛ همچون واسط‌های مغز و رایانه، زنجیره‌بلوک، اینترنت اشیاء و ابررایانه‌های شبیه‌ساز کنندۀ جهان و همچنین استفاده و زمینه‌بخشی مجدد مفاهیم موجود در دیگر عناوین مجموعه.
همۀ عنوان‌ها در دنیای یکسانی قرار گرفته‌اند و اگرچه این داستان‌ها به صورت مستقل روایت می‌شوند، همۀ آنها از مفاهیم موجود در عنوان‌های قبلی، به خوبی استفاده می‌کنند. همۀ آنها همچنین یادآوری‌های مکرری به عنوان‌های قبلی خود دارند؛ از اشاراتی کوچک تا افشاهای بزرگ. در سراسر کل مجموعه آنتاگونیست بزرگتری نیز وجود دارد که کمیتۀ ۳۰۰ نام دارد. کمیته، که بر اساس تئوری توطئه است، در جستجوی سلطۀ جهانی است و بسیار قدرتمند نشان داده شده است؛ به‌طوری که بر شرکت‌ها، سیاستمداران و ادیان کنترل دارد و آنطور که به نظر می‌آید غلبه‌ناپذیر است، حتی با سفر در زمان و کنترل واقعیت.
بیشتر عنوان‌های اصلی رمان تصویری هستند که بازیکن در آن می‌تواند نتیجۀ داستان را از طریق انتخاب‌هایش تغییر دهد. در رمان‌های کیاس؛هد و کیاس؛چایلد بازیکن اینکار را با انتخاب توهم‌هایی که شخصیت اصلی تجربه می‌کند، انجام می‌دهد: بازیکن انتخاب می‌کند که شخصیت اصلی توهم مثبتی داشته باشد یا منفی یا اینکه در واقعیت بماند. در کیاس؛چایلد لاو چو چو بازیکن می‌تواند طی یک پرسشنامۀ "آره/نه" مسیر داستان را مشخص کند. در اشتاینز؛گیت و اشتاینز؛گیت ۰ بازیکن با استفاده از گوشی همراه شخصیت اصلی بر نتیجۀ داستان تأثیر می‌گذارد: در اشتاینز؛گیت اینکار با انتخاب جواب‌ها برای پیام‌هایی معین، تماس تلفنی گرفتن یا برداشتن گوشی در زمان‌های خاص انجام می‌شود؛ که اینکارها بر اطلاعاتی که شخصیت اصلی دریافت  کرده و تعاملاتش با دیگران تأثیر می‌گذارد. در اشتاینز؛گیت ۰  اینکار با انتخاب اینکه شخصیت اصلی تماس تلفنی را در زمان‌های خاص جواب دهد یا خیر، انجام می‌شود. روباتیکس؛نوتس شبیه اشتاینز؛گیت است؛ اما بازیکن به جای گوشی همراه از یک تبلت و اپ‌هایش استفاده می‌کند. انانیموس؛کد "هکینگ تریگر"ی دارد که بازیکن با استفاده از آن می‌تواند قهرمان داستان را مجبور کند از توانایی‌هایش استفاده کند.

## توسعه

میجس برای افزایش واقع‌گرایی با جاکسا همکاری کرد. شیکورا احساس می‌کرد که تلاش برای واقع‌گرایی داستان‌ها را قابل‌ارتباط‌تر و باورپذیرتر می‌کند.

مجموعه توسط مدیرعامل اجرایی میجس چیومارو شیکورا طرح‌ریزی شده و توسط میجس، نیتروپلاس و استودیوی چندرسانه‌ای چیومارو استودیو توسعه یافته که نیتروپلاس مالک حق کپی‌رایت مجموعه است. نائوتاکا هایاشی هم به عنوان نویسندۀ سناریو و هم ناظر سناریو بر روی نویسندگی مجموعه کار کرده است. از طراحان شخصیت‌ها می‌توان موتسومی ساساکی (بازی‌های کیاس؛هد و کیاس؛چایلد)، هوکه (بازی‌های اشتاینز؛گیت) و تومونوری فوکودا (بازی‌های روباتیکس؛نوتس) را نام برد. موسیقی متن این رمان‌ها توسط تاکشی آبو و زیز استودیو آهنگسازی شده است.
شیکورا تلاش کرد داستان این مجموعه واقع‌گرایانه باشد، زیرا احساس می‌کرد اینکار داستان‌ها را قابل‌درک‌تر و باورپذیرتر می‌گرداند. شیکورا خود گفت که شخصاً برایش دشوار بوده فانتزی را "بپذیرد" و او متقاعد نشده بود که افراد به خاطر "داستان‌های فانتزی اغراق‌آمیز" هیجان‌زده می‌شوند. در سراسر داستان، تیم توسعه تلاش کردند "۹۹٪ داستان علمی و ۱٪ آن فانتزی" باشد. شیکورا اعلام کرد فیلم سال ۱۹۸۹ بازگشت به آینده قسمت ۲ از تأثیر مستقیمی بر داستان اشتاینز؛گیت گذاشت و اشاره کرد که به اندازۀ کافی داستان آن باورپذیر است که واقعی به نظر برسد. برای روباتیکس؛نوتس، میجس با جاکسا، یا همان آژانس کاوش‌های هوافضای ژاپن، همکاری کرد تا واقع‌گرایی بیشتری به داستان رمان بیفزاید. با توجه به استفادۀ مجموعه از خط‌جهان‌ها، یا همان جهان‌های جایگزین، توسعه‌دهندگان برای ردیابی رخدادهای درون‌داستانی از یک نمودار همبستگی استفاده می‌کنند. این نمودار هرگاه که عنوان جدیدی به مجموعه اضافه شود، بروز می‌گردد.
تاکشی آبو اشاره کرد در حالی که تمام رمان‌ها بخشی از یک مجموعه‌اند، صداها و موسیقی‌های آنها تجسم‌های متفاوتی دارند؛ به‌طوری که آبو آنها را به آب‌وهوا تشبیه می‌کند: او کیاس؛هد را بارانی، اشتاینز؛گیت را ابری، روباتیکس؛نوتس را هوای صاف و کیاس؛چایلد را طوفانی توصیف کرد. او از فرایند مشابهی برای آهنگسازی همۀ عناوین استفاده کرد: او در آغاز داستان را می‌خواند تا محیط داستان و شخصیت‌ها را به خوبی درک کند و در مورد جریان احساسی داستان و اتفاقاتی که در سراسر آن رخ می‌دهند، یادداشت‌برداری می‌کند. او با استفاده از یادداشت‌هایش، جهان‌بینی‌های موسیقایی با تأکید زیاد بر برداشت‌های اولیه‌اش برای رمان‌ها تولید کرد. 
این رویکرد، اگرچه نسبت به اختصاص آهنگ‌ها به بخش‌های مختلف بازی، کندتر است؛ اما به آبو اجازه داد آهنگ‌هایی باکیفیت‌تر و همراه با ارتباط بهتری با جهان‌بینی بازی‌ها تولید کند. او آزادی زیادی هنگام کار کردن بر روی مجموعه داشت و توانست آهنگ‌هایی را که می‌خواست تولید کند؛ چیزی که او از انجامش به شدت لذت می‌برد. آبو همچنین توانست آهنگ اصلی هر بازی را تولید کند و مخصوصاً از آهنگ اصلی اشتاینز؛گیت، "گیت آو اشتاینر" (Gate of Steiner)، خوشحال بود. او در تولید این آهنگ تلاش کرد تمام بازی را در آن نشان دهد.
اوکولتیک؛ناین و انانیموس؛کد در اصل قرار بود از مجموعۀ ساینس ادونچر جدا باشند. لایت ناول‌های عنوان اول مذکور، به‌عنوان مجموعۀ مستقل پارانرمال ساینس ناول نامگذاری شده بود. اقتباس رمان تصویری آن و انانیموس؛کد نیز به‌عنوان بخشی از مجموعۀ ساینس ویژوال ناول اشاره شدند که در ابتدا قرار بود مستقل از ساینس ادونچر باشد؛ اما از آن پس در این مجموعه گنجانده شده است. اوکولتیک؛ناین خود قرار بود با محتوای داستانی تازه بروز شود تا بیشتر با ساینس ادونچر ارتباط داشته باشد و انتشاری گسترده‌ و با نام جهان جدید داشته باشد؛ اما این برنامه‌ها در نهایت کنار گذاشته شدند.
مجموعۀ ساینس ادونچر تا حدی همچون فرزند رمان تصویری اینفینیتی است. این رمان که توسط شرکت ورشکستۀ کی‌آی‌دی توسعه یافته، شامل چندین اشاره و تمرکز مشابهی بر عناصر علمی تخیلی بود. برخی از کسانی که با کی‌آی‌دی و رمان اینفینیتی همکاری داشته‌اند، همچون نائوتاکا هایاشی، چیومارو شیکورا و تاکشی آبو، با همدیگر بر روی کیاس؛هد و بعداً دیگر رمان‌های ساینس ادونچر کار کردند.

## محبوبیت
| بازی                               | Famitsu | متاکریتیک |
| ---------------------------------- | ------- | --------- |
| کیاس؛هد                            | ۳۲/۴۰   | –         |
| اشتاینز؛گیت                        | ۳۴/۴۰   | ۸۷/۱۰۰    |
| کیاس؛هد لاو چو چو!                 | ۲۶/۴۰   | –         |
| اشتاینز؛گیت: مای دارلینگز امبریس   | ۳۰/۴۰   | ۷۳/۱۰۰    |
| روباتیکس؛نوتس                      | ۳۰/۴۰   | ۸۰/۱۰۰    |
| اشتاینز؛گیت: لاینیر باوندد فنوگرام | ۳۴/۴۰   | –         |
| کیاس؛چایلد                         | ۳۱/۴۰   | ۷۶/۱۰۰    |
| اشتاینز؛گیت ۰                      | ۳۵/۴۰   | ۸۱/۱۰۰    |
| اوکولتیک؛ناین                      | ۳۳/۴۰   | –         |
| روباتیکس؛نوتس دش                   | ۳۱/۴۰   | –         |

بازی‌‌های مجموعه در کل نقدهای مثبتی هم در ژاپن و هم در غرب دریافت کرده‌اند. منتقدان از داستان، موسیقی، جلوه‌های بصری و نیز پیاده‌سازی عناصر گیم‌پلی در ارائۀ رمان تصویری لذت بردند. گرچه برخی از آنها اشاره کردند که قفل‌گشایی بعضی مسیرهای بازی پیچیده و دشوار است. انیمه نیوز نتورک نوشت که این مجموعه معماهایی با ریتم خوب دارد و مفاهیم خلاقانه‌ای را به کار می‌برد؛ اما نتایج داستان‌ها اغلب به خوبی مقدمه‌چینی‌ها نیستند.
اشتاینز؛گیت در ۲۰۰۹ جایزۀ سالانۀ بازی برتر فامیتسو را برد. آرپی‌جی‌فن، اشتاینز؛گیت را در فهرست ۳۰ تایی بازی‌های ویدئویی نقش‌آفرینی ضروری ۲۰۱۰ تا ۲۰۱۵ قرار داد و آن را یکی از بهترین رمان‌های تصویری بازار نامید. این رمان همچنین نامزد جوایز گلدن جوی‌استیک به عنوان بهترین بازی دستی یا موبایلی ۲۰۱۵  شده است.
در غرب در حالی که نقدها از مجموعه در کل مثبتند؛ بسیاری از نسخه‌های رسمی انگلیسی بازی‌ها به خاطر کیفیت پایینشان همچون اشتباهات ترجمه‌ای، واژگان ناهماهنگ و مشکلات فنی مورد انتقاد قرار گرفتند. به دلیل عدم وجود کیفیت در انتشارات رسمی، گروهی بزرگ متشکل از طرفداران به نام کمیتۀ صفر (the Committee of Zero) بر روی تولید پچ‌هایی برای بیشتر بازی‌ها کار کرده‌اند؛ همچون اصلاحات گسترده در ترجمه، بازیابی محتوا، اصلاحات فنی و موارد اضافه و گوناگون دیگر برای بهبود تجربۀ بازیکن.  انتشار نسخۀ انگلیسی انانیموس؛کد از این جهت بیشتر مورد تحسین قرار گرفت؛ چرا که توسط طرفدار طولانی‌مدت ساینس ادونچر، اندرو هاجسون ترجمه شده و نیز دارای یک دوبلۀ انگلیسی کامل است.

### فروش‌ها
مجموعۀ ساینس ادونچر یک موفقیت تجاری برای میجس بوده و انتشار کیاس؛هد و اشتاینز؛گیت کمک به تثبیت جایگاه این شرکت به عنوان توسعه‌دهندۀ بازی کرده‌ است. در ژوئن ۲۰۱۱ میزان فروش اشتاینز؛گیت از ۳۰۰٬۰۰۰ کپی گذشت؛ چیزی که شیکورا به عنوان یک دستاورد برای این ژانر به آن اشاره کرد. یکسال بعد او فاش کرد که روباتیکس؛نوتس بیش از ۸۰٬۰۰۰ پیش‌سفارش داشته است که پیشرفت بزرگی در مقایسه با انتشار نسخۀ اصلی اشتاینز؛گیت بوده است. اشتاینز؛گیت ۰ نیز از نظر تجاری خوب عمل کرد و ۱۰۰٬۰۰۰ کپی در روز اول انتشارش فروخت؛ که با اینکار میزان فروش همۀ بازی‌های اشتاینز؛گیت را به بیش از یک میلیون کپی رساند. انتشار نسخۀ اصلی کیاس؛چایلد اما نتوانست در فهرست هفتگی ۵۰ بازی پرفروش مدیا کریت در ژاپن قرار بگیرد و به تعداد تخمینی ۱٬۴۱۵ کپی به فروش رسید.
انتشارات کنسول انگلیسی اشتاینز؛گیت "به‌طور خارق‌العاده‌ای" خوب عمل کردند و اکثریت کپی‌های فروخته شده از نسخۀ پلی‌استیشن ویتا بودند. به گفتۀ رئیس بازاریابی پی‌کیوب، گرینت ایوانز، این  بازی‌ای بود که پی‌کیوب به عنوان ناشر شناخته شده و مورد توجه قرار بگیرد. انتشار جهانی نسخۀ پی‌سی اشتاینز؛گیت الیت در میان پرفروش‌ترین انتشارات جدید ماه در استیم بود.